# Mata de Plátano (Costa Rica)
Mata de Plátano es el cuarto distrito del cantón de Goicoechea, en la provincia de San José, de Costa Rica. También conocido como El Carmen, el distrito se caracteriza por su fuerte producción agrícola, en el este del distrito, y desarrollo urbanístico y de servicios, en el oeste del distrito.

## Historia
Mata de Plátano es uno de los seis distritos originales del cantón de Goicoechea. No obstante, el distrito pasó a llamarse Carmen entre los años 1952 y 1974, y por lo tanto, actualmente una gran cantidad de personas conocen el área por El Carmen, en lugar de su nombre oficial, Mata de Plátano. [cita requerida]

## Ubicación
El distrito se ubica en el centro del cantón y limita al norte con los distritos de Purral y Rancho Redondo, al este con Rancho Redondo, al oeste con el distrito de Guadalupe, y al sur limita con el cantón de Montes de Oca.

## Geografía
Mata de Plátano cuenta con un área de 7,79 km² y una altitud media de 1355 m s. n. m.

## Demografía
Para el año 2022, Mata de Plátano cuenta con una población estimada de 22 461 habitantes, y para el último censo efectuado, en 2011, Mata de Plátano contaba con una población de 17 370 habitantes.

## Localidades
- Barrios: Bruncas, Carmen, Claraval, Cruz, Cuesta Grande (parte),Las Américas, Estéfana (parte), Hortensias, Jaboncillal, Jardines de la Paz, Lourdes, Praderas, Tepeyac, Térraba, Villalta, Villaverde, Vista del Valle, Bosques de Oriente.

## Economía
El distrito mantiene una fuerte producción agrícola en sus partes altas principalmente, como es el caso del café, aunque se está desarrollando una gran actividad urbanística. Gracias a esto se puede identificar el impulso para la generación de servicios privados y locales comerciales típicos de zonas residenciales, concentrándose en la parte oeste del distrito, que es donde se da una mayor concentración de urbanizaciones, por otro lado en la parte este aún dominan las actividades agropecuarias, con grandes zonas verdes con uso agrícola y ganadero, principalmente los servicios, talleres, clínica dental, abastecedores, pulperías, ventas de árboles de Navidad y lecherías.

## Transporte

### Carreteras
Al distrito lo atraviesan las siguientes rutas nacionales de carretera:
- Ruta nacional 205

## Concejo de distrito
El concejo de distrito del distrito de Mata de Plátano vigila la actividad municipal y colabora con los respectivos distritos de su cantón. También está llamado a canalizar las necesidades y los intereses del distrito, por medio de la presentación de proyectos específicos ante el Concejo Municipal. El presidente del concejo del distrito es el síndico propietario del Partido Liberación Nacional Juvenal de Jesús Coto Montero, su suplente siendo Flor del Carmen Parra Jiménez. La composición del concejo del distrito para el periodo 2024-2028 es la siguiente:
| Partido Político             | Partido Político                       | Propietario                       | Suplente                  |
| ---------------------------- | -------------------------------------- | --------------------------------- | ------------------------- |
|                              | Partido Liberación Nacional (PLN)      | Rosa Patricia Ruíz Abarca         | Mery Ann Baltodano Castro |
| Diego Armando Vargas Delgado | Partido Liberación Nacional (PLN)      | Daniel Ernesto Córdoba Cascante   |                           |
|                              | Coalición Cambio Ciudadano (CCAC)      | Antonio Jesús Castillo Villarreal | Miguel Avilés Muñoz       |
|                              | Partido Unidad Social Cristiana (PUSC) | Yolanda Esquivel Peralta          | Rocío Carmen Mena Solís   |